# Valuare (algebră)
În algebră (în particular în geometria algebrică sau teoria algebrică a numerelor), o valuare este o funcție definită pe un corp care oferă o măsură a mărimii sau a multiplicității elementelor corpului. Aceasta generalizează în algebra comutativă noțiunea de mărime inerentă considerării gradului unui pol sau multiplicității unui zero din analiza complexă, gradul de divizibilitate al unui număr cu un număr prim din teoria numerelor și conceptul geometric de contact dintre două varietăți algebrice sau analitice din geometria algebrică. Un corp înzestrat cu o valuare se numește corp valuat.

## Definiție
Se începe cu următoarele obiecte:
- un corp comutativ K și grupul său multiplicativ K×,
- un grup abelian total ordonat (Γ, +, ≥).

Ordonarea și legea grupului din Γ sunt extinse la mulțimea Γ ∪ {∞} prin următoarele reguli:
- ∞ ≥ α, pentru orice α ∈ Γ,
- ∞ + α = α + ∞ = ∞ + ∞ = ∞, pentru orice α ∈ Γ.

O valuare a lui K este orice funcție
v : K →  Γ ∪ {∞}
care satisface următoarele proprietăți pentru orice elemente a și b din K:
- v(a) = ∞ dacă și numai dacă a = 0,
- v(ab) = v(a) + v(b),
- v(a + b) ≥ min(v(a), v(b)), cu egalitate dacă v(a) ≠ v(b).

O valuare v este trivială dacă v(a) = 0 pentru orice a din K×, iar în caz contrar este netrivială.
A doua proprietate afirmă că orice valuare este un morfism de grupuri pe K×. A treia proprietate este o versiune a inegalității triunghiului pe spații metrice adaptată la un Γ arbitrar (a se vedea Notația multiplicativă de mai jos). Pentru valuările utilizate în aplicații geometrice, prima proprietate implică faptul că orice germen nevid al unei varietăți analitice în apropierea unui punct conține acel punct.
Valuarea poate fi interpretată ca ordinul termenului de ordin dominant. A treia proprietate corespunde atunci ordinului unei sume, fiind ordinul termenului cel mai mare, cu excepția cazului în care cei doi termeni au același ordin, caz în care se pot anula, iar suma ar avea un ordin mai mare.
În multe aplicații, Γ este un subgrup aditiv al numerelor reale {\displaystyle \mathbb {R} }, caz în care ∞ poate fi interpretat ca +∞ în mulțimea numerele reale extinse; se observă că {\displaystyle \min(a,+\infty )=\min(+\infty ,a)=a} pentru orice număr real a, și astfel +∞ este elementul neutru al legii de compoziție minimum. Numerele reale (extinse cu +∞) cu operațiile de minimum și adunare formează un semi-inel, numit semi-inelul tropical min, și o valuare v este aproape un morfism de semi-inele de la K la semi-inelul tropical, cu excepția faptului că proprietatea de morfism nu este neapărat îndeplinită atunci când se adună două elemente cu aceeași valuare.

### Notație multiplicativă și valori absolute
Conceptul a fost dezvoltat de Emil Artin în cartea sa Geometric Algebra scriind grupul în notație multiplicativă ca (Γ, ·, ≥):
În loc de ∞, se adaugă în Γ un simbol formal O, cu ordonarea și legea de grup extinse prin următoarele reguli:
- O ≤ α, pentru orice α ∈ Γ,
- O · α = α · O = O, pentru orice α ∈ Γ.

Atunci o valuare a lui K este orice funcție
| ⋅ |v : K →  Γ ∪ {O}
care satisface următoarele proprietăți pentru orice a, b ∈ K:
- |a|v = O dacă și numai dacă a = 0,
- |ab|v = |a|v · |b|v,
- |a+b|v ≤ max(|a|v, |b|v), cu egalitate dacă |a|v ≠ |b|v.

(De remarcat că direcțiile inegalităților sunt inversate față de cele din notația aditivă.)
Dacă Γ este un subgrup al numerelor reale pozitive cu operația de înmulțire, ultima condiție este inegalitatea ultrametrică, o formă mai puternică a inegalității triunghiului |a+b|v ≤ |a|v + |b|v, iar | ⋅ |v este o valoare absolută. În acest caz, se poate trece la notația aditivă cu grup de valori {\displaystyle \Gamma _{+}\subseteq (\mathbb {R} ,+)} luând v+(a) = −log |a|v.
Fiecare valuare pe K definește o preordine liniară corespunzătoare: a ≼ b ⇔ |a|v ≤ |b|v. Reciproc, fiind dată o relație „ ≼ ” care satisface proprietățile cerute, putem defini valuarea |a|v = {b: b ≼ a ∧ a ≼ b}, cu înmulțirea și ordonarea bazate pe K și ≼.

### Terminologie
În acest articol folosim termenii definiți mai sus în notația aditivă. Cu toate acestea, unii autori folosesc termeni alternativi:
- „valuarea” noastră (care satisface inegalitatea ultrametrică) se numește „valuare exponențială” sau „valoare absolută nearhimediană” sau „valoare absolută ultrametrică”;
- „valoarea absolută” a noastră (care satisface inegalitatea triunghiului) se numește „valuare” sau „valoare absolută arhimediană”.

### Obiecte asociate
Există mai multe obiecte definite pe baza unei valuări date v : K → Γ ∪ {∞};
- grupul de valori sau grupul de valuare Γv = v(K×), un subgrup al lui Γ (deși v este de obicei surjectivă, astfel că Γv = Γ);
- inelul de valuare Rv este mulțimea elementelor a∈K cu v(a) ≥ 0,
- idealul prim mv este mulțimea elementelor a∈K cu v(a) > 0 (este de fapt un ideal maximal al lui Rv),
- corpul de reziduuri kv = Rv/mv,
- locul lui K asociat lui v, clasa lui v în raport cu relația de echivalență definită mai jos.

## Proprietăți de bază

### Echivalența valuărilor
Două valuări v1 și v2 ale lui K cu grupurile de valuare Γ1, respectiv Γ2, se spune că sunt echivalente dacă există un izomorfism de grupuri φ : Γ1 → Γ2 care păstrează ordonarea astfel încât v2(a) = φ(v1(a)) pentru orice a din K×. Aceasta este o relație de echivalență.
Două valuări ale lui K sunt echivalente dacă și numai dacă au același inel de valuare.
O clasă de echivalență de valuări ale unui corp se numește loc. Teorema lui Ostrowski oferă o clasificare completă a locurilor corpului de numere raționale {\displaystyle \mathbb {Q} :} acestea sunt exact clasele de echivalență ale valuărilor completărilor p-adice ale lui {\displaystyle \mathbb {Q} .}

### Extinderea valuărilor
Fie v o valuare a lui K și fie L o extindere a corpului K. O extindere a lui v (la L) este o valuare w a lui L cu proprietatea că restricția lui w la K este v. Mulțimea tuturor acestor extinderi este studiată în teoria ramificației valuărilor.
Fie L/K o extindere finită și fie w o extindere a lui v la L. Indicele lui Γv în Γw, e(w/v) = [Γw : Γv], se numește indice de ramificare redus al lui w peste v. Acesta satisface inegalitatea e(w/v) ≤ [L : K] (gradul extinderii L/K). Gradul relativ al lui w peste v este definit ca fiind f(w/v) = [Rw/mw : Rv/mv] (gradul extinderii de corpuri de reziduuri). Este, de asemenea, mai mic sau egal cu gradul extinderii L/K. Când extinderea L/K este separabilă, indicele de ramificare a lui w peste v este definit ca fiind e(w/v)pi, unde pi este gradul de inseparabilitate al extinderii Rw/mw peste Rv/mv.

### Corpuri valuate complete
Când grupul abelian ordonat Γ este grupul aditiv al numerelor întregi, valuarea asociată este echivalentă cu o valoare absolută și, prin urmare, induce o metrică pe corpul K. Dacă K este complet în raport cu această metrică, atunci se numește corp valuat complet. Dacă K nu este complet, se poate folosi valuarea pentru a construi completarea acestuia, ca în exemplele de mai jos, iar valuări diferite pot defini completări de corpuri diferite.
În general, o valuare induce o structură uniformă pe K, iar K se numește corp valuat complet dacă este complet ca spațiu uniform. Există o proprietate înrudită cunoscută sub numele de completitudine sferică: este echivalentă cu completitudinea dacă {\displaystyle \Gamma =\mathbb {Z} ,} dar mai puternică în general.

## Exemple

### Valuarea p-adică
Cel mai de bază exemplu este valuarea p-adică νp asociată unui număr prim p, pe numerele raționale {\displaystyle K=\mathbb {Q} ,} cu inelul de valuare {\displaystyle R=\mathbb {Z} _{(p)},} unde {\displaystyle \mathbb {Z} _{(p)}} este localizarea lui {\displaystyle \mathbb {Z} } la idealul prim {\displaystyle (p)}. Grupul de valuare este grupul aditiv al numerelor întregi {\displaystyle \Gamma =\mathbb {Z} .} Pentru un număr întreg {\displaystyle a\in R=\mathbb {Z} ,} valuarea νp(a) măsoară divizibilitatea lui a prin puterile lui p:
{\displaystyle \nu _{p}(a)=\max\{e\in \mathbb {Z} \mid p^{e}{\text{ divide }}a\};}
iar pentru o fracție, νp(a/b) = νp(a) − νp(b).
Scriind acest lucru în notație multiplicativă, se obține valoarea absolută p-adică, care în mod convențional are ca bază {\displaystyle 1/p=p^{-1}}, deci {\displaystyle |a|_{p}:=p^{-\nu _{p}(a)}}.
Completarea lui {\displaystyle \mathbb {Q} } în raport cu νp este corpul {\displaystyle \mathbb {Q} _{p}} al numerelor p-adice.

### Ordinul de anulare
Fie K = F(x), funcțiile raționale pe dreapta afină X = F1, și un punct a ∈ X. Pentru un polinom {\displaystyle f(x)=a_{k}(x{-}a)^{k}+a_{k+1}(x{-}a)^{k+1}+\cdots +a_{n}(x{-}a)^{n}} cu {\displaystyle a_{k}\neq 0}, se definește va(f) = k, ordinul de anulare în x = a; și va(f /g) = va(f) − va(g). Atunci inelul de valuare R este format din funcții raționale fără pol în x = a, iar completarea este inelul de serii Laurent formale F((x−a)). Acest lucru poate fi generalizat la corpul seriilor Puiseux K{{t}} (puteri fracționare), corpul Levi-Civita (completarea Cauchy a sa) și corpul seriilor Hahn, cu valuarea în toate cazurile returnând cel mai mic exponent al lui t care apare în serie.

### Valuareaπ-adică
Generalizând exemplele anterioare, fie R un domeniu cu ideale principale, K corpul său de fracții iar π un element ireductibil al lui R. Deoarece fiecare domeniu cu ideale principale este un inel factorial, fiecare element nenul a al lui R poate fi scris (esențialmente) în mod unic ca
{\displaystyle a=\pi ^{e_{a}}p_{1}^{e_{1}}p_{2}^{e_{2}}\cdots p_{n}^{e_{n}}}
unde e-urile sunt numere naturale și pi -urile sunt elemente ireductibile ale lui R care nu sunt asociate cu π. În particular, numărul ea este unic determinat de a.
Valuarea π-adică a lui K este dată de
- {\displaystyle v_{\pi }(0)=\infty }
- {\displaystyle v_{\pi }(a/b)=e_{a}-e_{b},{\text{ pentru }}a,b\in R,a,b\neq 0.}

Dacă π' este un alt element ireductibil al lui R astfel încât (π') = (π) (adică generează același ideal în R), atunci valuarea π-adică și valuarea π'-adică sunt egale. Astfel, valuarea π-adică poate fi numită valuarea P-adică, unde P = (π).

### Valuarep-adică pe un domeniu Dedekind
Exemplul anterior poate fi generalizat la domenii Dedekind. Fie R un domeniu Dedekind, K corpul său de fracții și fie P un ideal prim nenul al lui R. Atunci, localizarea lui R la P, notată RP, este un domeniu cu ideale principale al cărui corp de fracții este K. Construcția din secțiunea anterioară aplicată idealului prim PRP al lui RP conduce la valuarea P-adică a lui K.

## Spații vectoriale peste corpuri de valuare
Presupunem că Γ ∪ {0} este mulțimea numerelor reale nenegative cu operația de înmulțire. Spunem că valuarea este nediscretă dacă imaginea sa (grupul de valuare) este infinită (și, prin urmare, are un punct de acumulare în 0).
Presupunem că X este un spațiu vectorial peste K și că A și B sunt submulțimi ale lui X. Atunci spunem că A absoarbe B dacă există un α ∈ K astfel încât λ ∈ K și |λ| ≥ |α| implică B ⊆ λ A. A se numește radial sau absorbant dacă absoarbe fiecare submulțime finită a lui X. Submulțimile radiale ale lui X sunt invariante la intersecții finite. De asemenea, A se numește încercuit dacă λ în K și |λ| ≥ |α| implică λ A ⊆ A. Mulțimea de submulțimi încercuite ale lui L este invariantă în raport cu intersecțiile arbitrare. Învelișul încercuit al lui A este intersecția tuturor submulțimilor încercuite ale lui X care conțin A.
Presupunem că X și Y sunt spații vectoriale peste un corp valuat nediscret K, fie A ⊆ X, B ⊆ Y și fie f : X → Y o aplicație liniară. Dacă B este încercuit sau radial, atunci {\displaystyle f^{-1}(B)} este la fel. Dacă A este încercuit, atunci f(A) este la fel, dar dacă A este radial, atunci f(A) va fi radial cu condiția suplimentară că f este surjectivă.